# Ludo Schildermans
Ludo Schildermans (Eksel, 9 september 1961) is een Vlaams auteur.

## Biografie
Ludo Schildermans woont in Antwerpen.

## Werk
In 1998 won hij de Britse Good Book Guide Short Story Competition met zijn kortverhaal 'Cheating the Cyclops'.
In 2000 en 2001 publiceerde hij twee Vlaamse Filmpjes.
In 2009 verscheen zijn eerste roman, Het Pigment, in 2011 gevolgd door Getekend. 
Het Pigment en Getekend werden genomineerd voor de Hercule Poirotprijs.